# Santa Cruz de Lorica
Santa Cruz de Lorica o simplemente Lorica es un municipio del departamento de Córdoba, Colombia. Es conocida como Ciudad Antigua y Señorial, La capital del Bajo Sinú y La capital de Bocachico. Está ubicada en la porción septentrional del departamento de Córdoba y en la zona más baja del río Sinú, muy próxima al mar Caribe. 
Santa Cruz de Lorica tuvo hasta mediados del siglo XX una importancia económica basada en su ubicación al norte del río Sinú, navegables por entonces, y por su proximidad al mar, lo que la hacía como antiguo puerto regional del departamento de bolívar, el paso obligatorio a esa despensa agrícola y ganadera de Cartagena que era el valle del Sinú.
Santa Cruz de Lorica se destacó como una localidad con gran movimiento comercial y social con el río Sinú como primer vial importante y el puerto de Lorica como el primero donde llegaban toda la mercancía y pasajeros de otras localidades; se dio un auge en su arquitectura gracias a los terratenientes de la región y a los inmigrantes sirio-libaneses. Su historia habría de plasmarse en una mezcla de familias tradicionales de la capital bolivarense e inmigrantes libaneses, venidos desde finales del siglo XIX hasta los años treinta, y de un estilo arquitectónico que funde lo republicano con lo vernáculo y lo mudéjar, mezcla de andaluz y árabe. Hace parte de la Red de pueblos patrimonio de Colombia
Santa Cruz de Lorica es cuna de la folclorista afrocolombiana Delia Zapata Olivella y de los escritores  Manuel Zapata Olivella y David Sánchez Juliao.

## Toponimia
Se cree que debe su nombre al cacique Orica de los indios zenúes que habitó y gobernó la región en el siglo XVIII, debido a que no hay registros que lo verifiquen, incluso, las más recientes investigaciones han cuestionado el origen indígena del nombre de este municipio.

## División político-administrativa
Además de su cabecera municipal: Santa Cruz de Lorica. 
Lorica tiene bajo su jurisdicción los siguientes centros poblados:
- Campo Alegre
- Castilleral
- Cotoca Abajo
- Cotoca Arriba
- El Campano de Los Indios
- El Carito
- El Guanábano
- El Lazo
- El Playón
- El Rodeo
- Juan de Dios Gari
- La Doctrina
- La Palma
- La Peinada
- La Subida
- Las Flores
- Los Gómez
- Los Monos
- Los Morales
- Mata de Caña
- Nariño
- Palo de Agua
- Pueblo Chiquito
- Remolino
- San Nicolás de Bari
- San Sebastián
- Santa Lucía - Las Garita
- Tierralta
- Villa Concepción

## Historia

### Fundación de Santa Cruz de Lorica
Fue fundada por el gobernador de Cartagena Don Juan de Torrezar Díaz Pimienta, con el nombre de Santa Cruz de Gaita el 3 de mayo de 1776, por encontrarse en la Isla Gaita. quien envió al teniente de caballería Don Antonio de la Torre y Miranda que llegara a esas tierras entrando por la desembocadura del río llamado sinu,llegando primero a lo que hoy es san Bernardo del viento para luego concluir entre la desembocadura del caño aguas prietas con el río Sinú. Allí fue recibido por números indígenas de la etnia zenues los cuales no representaban peligro para la comitiva fundadora. Santa Cruz de Lorica se fundó el 3 de mayo de 1776; prueba de ello es que Don Antonio de la Torre y Miranda nació en el año de 1734 y Don Juan de la Torrezar Díaz y Pimienta llega a Cartagena de Indias en el año de 1774 , quedando totalmente desvirtuado que su fundación haya podido ser por el año de 1740 .
Después del primer asentamiento situado en la pequeña isla de Gaita, los habitantes fueron guiados por el colonizador Antonio de la Torre y Miranda a un sitio más alto, el 24 de noviembre de 1776, porque toda la zona era inundable, por ser parte del ecosistema de la Ciénaga Grande de Lorica.
Se situaron en la Isla Orica, gobernada por el cacique del mismo nombre, por lo cual la región dejó de llamarse Santa Cruz de Gaita, para llamarse Santa Cruz de Lorica en honor al cacique.

### Santa Cruz de Lorica (1910-1920)
En esta década, Lorica era un corregimiento que tenía como actividades principales la ganadería, la pesca y el comercio, este último especialmente de artesanías. El paisaje general que se apreciaba en este Lugar era en su mayoría rodeado por casas hechas en madera y techo de zinc, como también se encontraban casa bahareque con techos de paja. Debido al clima de la región era común encontrar cuartos amplios y frescos. Así mismo, en épocas de verano se presentaban altos riesgos de incendios, el cual era otro problema de la población; mucho más cuando estamos hablando de una localidad que no tenía un suministro constante de agua y todo había la única provisión fija era el río Sinú. 

#### Economía
Los inmigrantes desempeñaron un papel importante dentro de la económica de Lorica.
Las exportaciones de productos sinunanos en 1910 ascendió a $3´202.322.oo. El mayor rubro estuvo representado por el ganado: $1´716.000.oo. (780 novillos); le seguía el cacao, luego la raicilla, el caucho, la tagua, el tabaco y los cueros.
En la fábrica de mantequilla ubicada en Lorica y perteneciente a los señores Diego Martínez y Cía. se producía queso de calidad superior, y, similar a los mejores de Europa. Y los señores Martínez y Huertas establecieron en la misma localidad una fábrica de bebidas gaseosas como Kola Champaña, Crema de soda y limonada.
De las letras del historiador Robert B. Cunninghame podemos rescatar un descripción de la zona Sinuana: 
“Las llanuras del Sinú son conocidas ya como zona ganadera, y la clase de los ganados es constantemente mejorada. Por esto, digo con tres o cuatro millones de cabezas, cantidad que ellas podrían sostener, y uno o dos packing-house, el abastecimiento de carnes sería aprovechado en la forma que hasta ahora no ha sido considerada.”

#### Educación
Hacia 1906 en Lorica se fundó la escuela Fraternidad, que abrió sus puertas en el antiguo barrio Tejar. Esta escuela funcionó hasta 1926, 20 años después de su apertura. Comenta Fernando Díaz Díaz en su Breve historia de Santa Cruz de Lorica:
“Sin ser colegio mixto tuvo una jornada para las niñas a partir de las cuatro de la tarde. […]Para algunos de ellos las clases era memorizadas: Se lanzaba una pregunta al azar y luego venia la consiguiente explicación. Se dictaba y se tomaba apuntes, y existe consenso que la disciplina escolar tanto para las niñas como para los varones era muy rigurosa. Se utilizaba la palmeta y se hacía mucho énfasis en la oportuna asistencia a clase”
Los estudios duraban cinco años y los alumnos que partían a continuar sus estudios en la capital del departamento iban con una buena formación. Existían también en Lorica la Escuela Pública de niños y la Escuela pública de niñas, dirigida por don Julio García, ambas escuelas oficiales contaban con buen número de alumnos. Sin embargo, la situación de la educación era en general preocupante, tanto en el departamento de Bolívar como en la totalidad de la Nación. El Fiat-Lux de Montería presentaba en aquel entonces dentro de editorial “Estamos ahí exhibidos como el departamento más combatido por el analfabetismo, desde que ni siquiera tres por ciento de su población ocurre a las escuelas primarias”

#### El progreso en Santa Cruz de Lorica
En Lorica, el progreso material se sucederá a un ritmo más lento: "El 11 de noviembre de 1911 se inauguró el parque del Centenario. […] La luz llegó a un sector de la población hacia 1915 y la planta instalada por el señor Tomás Ramos, alias Tomás Foco […] También el Palacio Municipal, con su severa arquitectura, fue terminado en 1915 y en 1919 concluyó la construcción del edificio de Diego Martínez y Cía.

### Lorica hacia la modernidad (1920-1930)

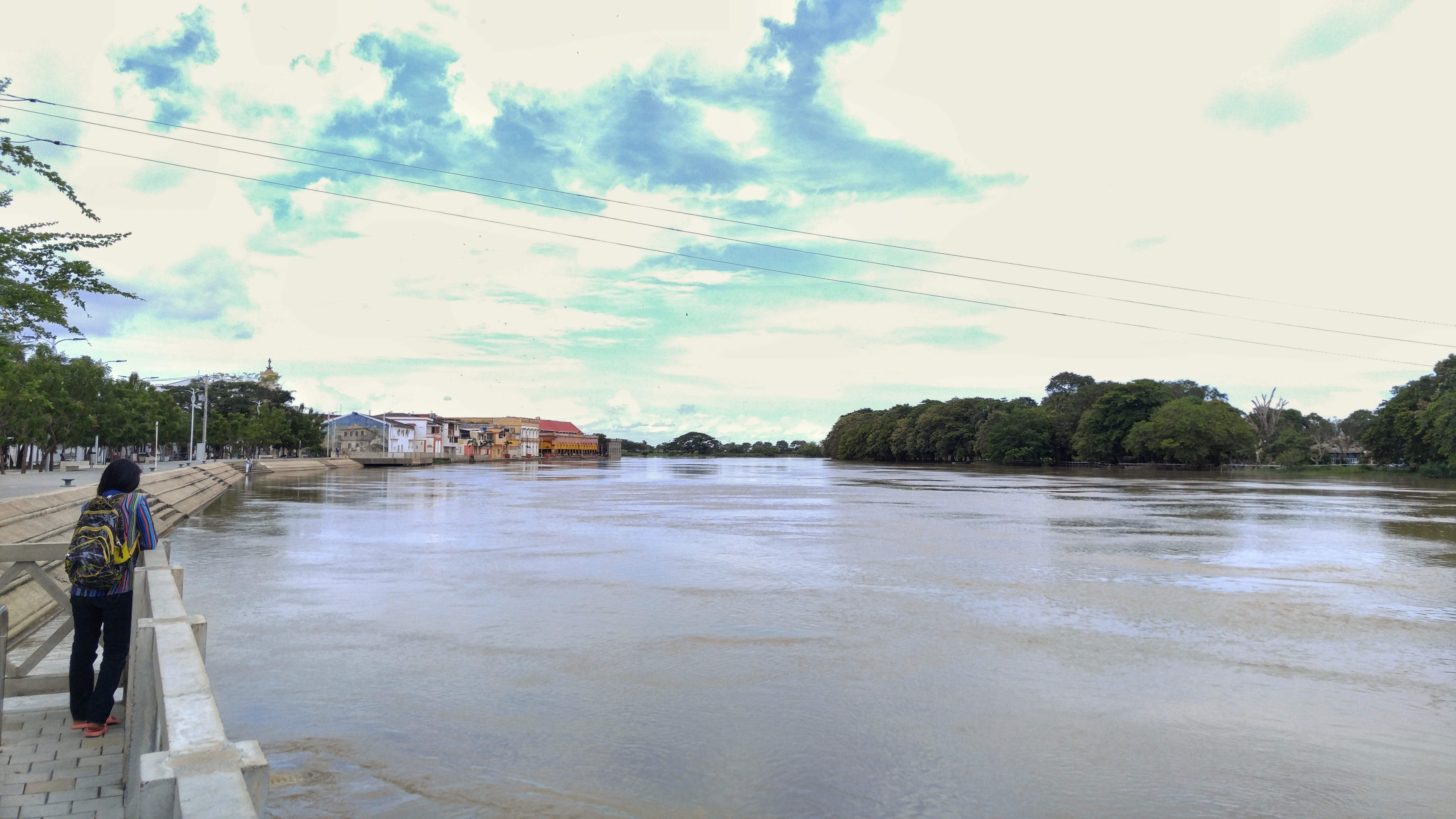
Río Sinú a la altura de Lorica

Muchos problemas seculares de los sinuanos, tanto del Bajo Sinú como del Medio y el Alto Sinú se aplazaban en su solución. Las Poblaciones casi no crecían, vivían en una situación cuasi estacionaria. Lorica era un poblado semiurbano y semirrural, en la cual la división acerca de su carácter era difícil de definir. Tal parece que las clases dirigentes, tanto del departamento de Bolívar como de la región se movían en un permanente marasmo.

#### Economía cultural
El comercio de Lorica en ese entonces era bastante amplio cubría una diversa gama tanto de productos como de la procedencia de los dueños de expendio.
A través de las páginas informativas de la prensa se advierte que existía conciencia acerca de la importancia mercantil de Lorica, convertida en esa época en la primera plaza comercial del Sinú; además existía un cierto sentimiento de orgullo por tal consideración.

#### Educación
Las pocas escuelas públicas se debatían entre el desgano oficial para los aportes de donde y la apatía de los muchachos en edad escolar que en muchas oportunidades preferían la pesca en el Sinú o el baño en el río, a la rigidez de la disciplina escolar; que a veces era más temida que las normas del hogar paterno donde siempre abundaba el trabajo doméstico que se tenía que compartir con las tareas de la escuela.
De las escuelas para señoritas, vale destacar la mentalidad que tenía el colegio del Carmen, quienes postulaban en un aviso: 
“El más alto objeto del nuevo plantel que anunciaba es formar y cultivar alumnas buenas, virtuosas y cristianas que sean mañana honra y prez de la sociedad. En consecuencia, su niña aprenderá en el Colegio del Carmen las verdades de la religión, la ciencia y las letras con relativa y facilidad y eficiencia, porque en él se adaptarán los métodos modernos que hoy ofrece la pedagogía.”

#### ¿Qué sucedía en Colombia?
En este periodo en Colombia hubo 6 presidentes: Jorge Holguín (1921-1922), Pedro Nel Ospina (1922-1926), Miguel Abadía Méndez  (1926-1930), Enrique Olaya Herrera (1930–1934), Alfonso López Pumarejo (1934–1938) y Eduardo Santos Montejo (1938–1942).
Entre los hechos que más se destacan encontramos: masacre de las bananeras (1928), guerra contra Perú (1932); se crean las primeras manufacturas. Además hacia los años 30, los liberales toman el poder  “y renuevan el impulso a la industrialización, impuesta por la coyuntura de la Segunda Guerra Mundial”

### Los años 40
Las inundaciones en el perímetro urbano de la ciudad de Lorica fueron ya menos frecuentes pero todavía gran parte de la comunidad sufría en gran medida, puesta que los sectores bajos se inundaban. Debido a los rigores invernales y a las carencias de la medicina preventiva, casi inexistente en aquellos años, las enfermedades endémicas como el paludismo, la viruela, el sarampión y la tos ferina, eran constantes. 
Hacia el 24 de diciembre de 1945, se presentó el último gran incendio en el pueblo. Este alcanzó a devastar casi por completo los barrios de La Loma y el Tejar. De la reconstrucción de este incendio, surge el hoy conocido barrio Navidad.

#### El despegue económico
De forma general, se podía apreciar que Lorica se mantenía en el sector de la agricultura, la ganadería y la pesca. No obstante, con la llegada de la modernidad, empezó a percibir un ambiente industrial; destacado por la fabricación de dos bebidas gaseosas, la producción de mantequilla, quesos, entre otros productos lácteos.
Otro punto fuerte en el despegue económico loriquero, era el eminente desarrollo de la industria del transporte; de donde destacamos las naves de motor vela, automóviles, camiones, buses y los hidroaviones introducidos por la empresa SCADTA.
En la época de 1890 a 1930 Lorica tuvo un auge comercial y fabril caracterizado por su comercio fluvial y funcionamiento de las siguientes empresas:
-Fábrica Nacional de Hielo y mantequilla de Diego Martínez Camargo y CIA fundado en 1882.
-Fábrica de Ron de Pedro Porras
-Fábrica de Jabón Angelito de Chechy Fayad
-Fábrica de Jabón Diablito de David H Juliao.
-Fábrica de Gaseosas Corona de Miguel Montoya
-Fábrica de Gaseosa Kola León de Juan H de León Martínez.
-Fábrica de Café León de Juan H de León Martínez
-Fábrica de Helados especiales de Juan H de León Martínez
-Fábrica de Velas Venus de Jattin Hermanos.Fundación de Santa Cruz de Lorica.

#### La vida educativa
A diferencia de épocas pasadas, hacia los años 1940, la educación loriquera consiguió un notable prestigio. Tanto los colegios de niños, como los de niña se ofrecía una educación eficiente y rigurosa; en donde se hacía énfasis en el respeto dentro del ambiente familiar.
Hacia esta época se crearon nuevas instituciones, de las cuales resaltaban las creadas por religiosas y por padres javerianos.

### Lorica (1950-1960)
Debido al abandono que tenía el departamento de Bolívar a la zona sinuana, se decidió crear el departamento de Córdoba. Entre Santa Cruz de Lorica y Montería se disputaron la sede administrativa, siendo esta última la ganadora debido a su desarrollo industrial aunque hay que destacar el aporte a la industria del municipio realizado por la tradicional familia De León en cabeza Sr. Juan H. De León Martínez.

## Geografía
- Área urbana: 7.3 km² (0.71%)
- Área rural: 1.025.7 km² (99.29%)
- Total: 1.033 km²

## Demografía
|        | Población    | Densidad       |
| Urbana | 54.541 (32%) | 5.575 hab./km² |
| Rural  | 63.696 (68%) | 85.6 hab./km²  |
| Total  | 119.800 hab. | 114.5 hab./km² |

## Atractivos turísticos

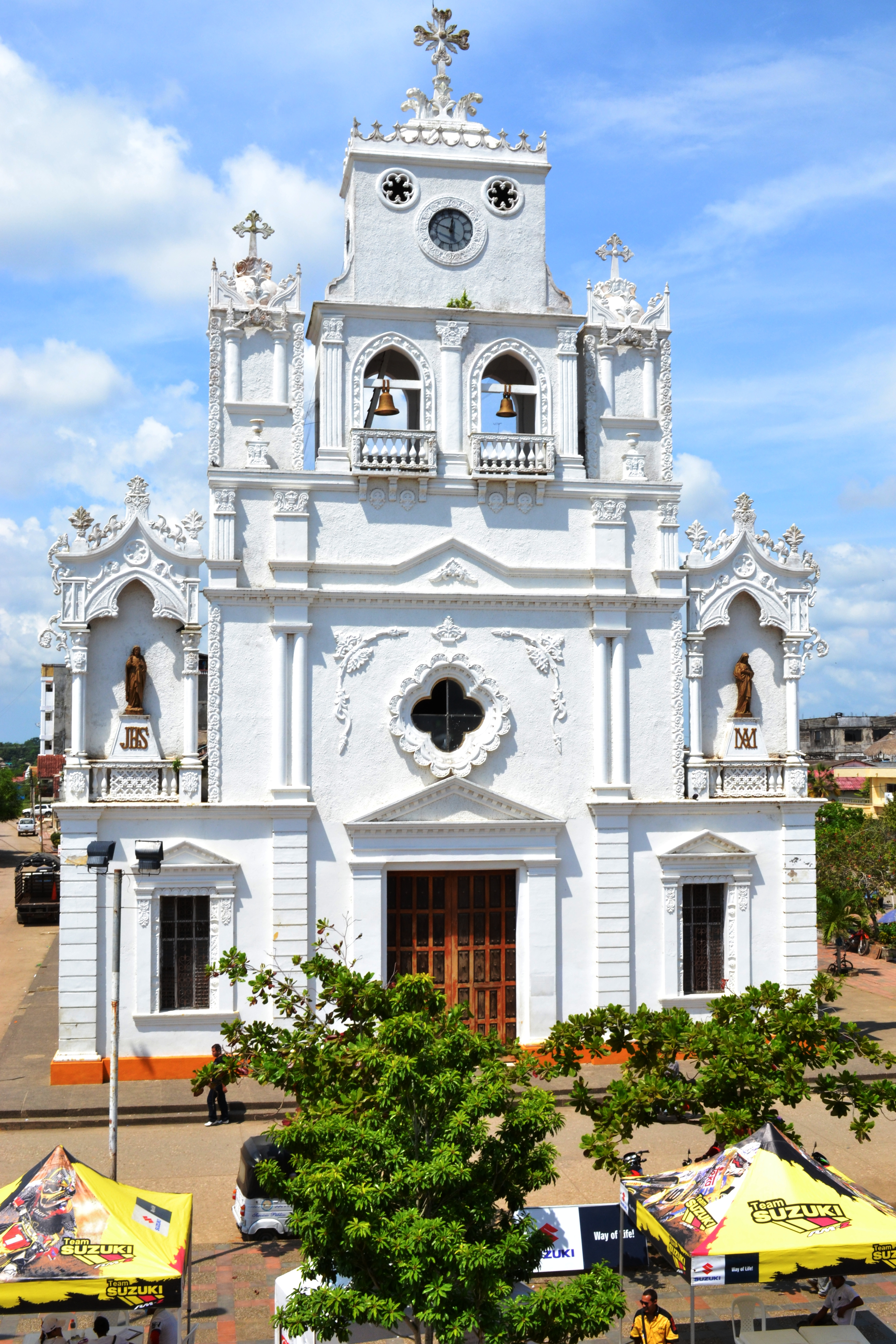
Parroquia de Lorica

Ver los resultados que dejó el esplendor de esta población durante mediados del siglo XX gracias a la navegación y el comercio por el río Sinú, es el principal atractivo. Verdaderas joyas arquitectónicas con estilos republicano y mudéjar, mezcla de andaluz y árabe, se levantan poderosas en esta bella y caliente población. Los terratenientes eran personas de buen gusto que quisieron embellecer la ciudad y entre ellos había gran cantidad de inmigrantes sirio-libaneses con deseos de construir propiedades que dejaran huella. Las culturas de los inmigrantes son referentes importantes y marcaron la identidad de esta región.
La cultura de Santa Cruz de Lorica se define alrededor de su centro histórico, su plaza de mercado (patrimonio histórico nacional) y el mar, ya que muchas actividades de su vida cotidiana están ligadas a estos referentes arquitectónicos y naturales. También a la buena alimentación. Al recorrer la plaza se encuentra una gran variedad de ofertas culinarias, muchas de las cuales tienen la herencia de ciudadanos de lejanas tierras que dejaron su influencia. Estos alimentos se combinan con los locales como el sancocho de bocachico, el revoltillo de pescado desmenuzado, los patacones y el arroz.

### La plaza de Mercado

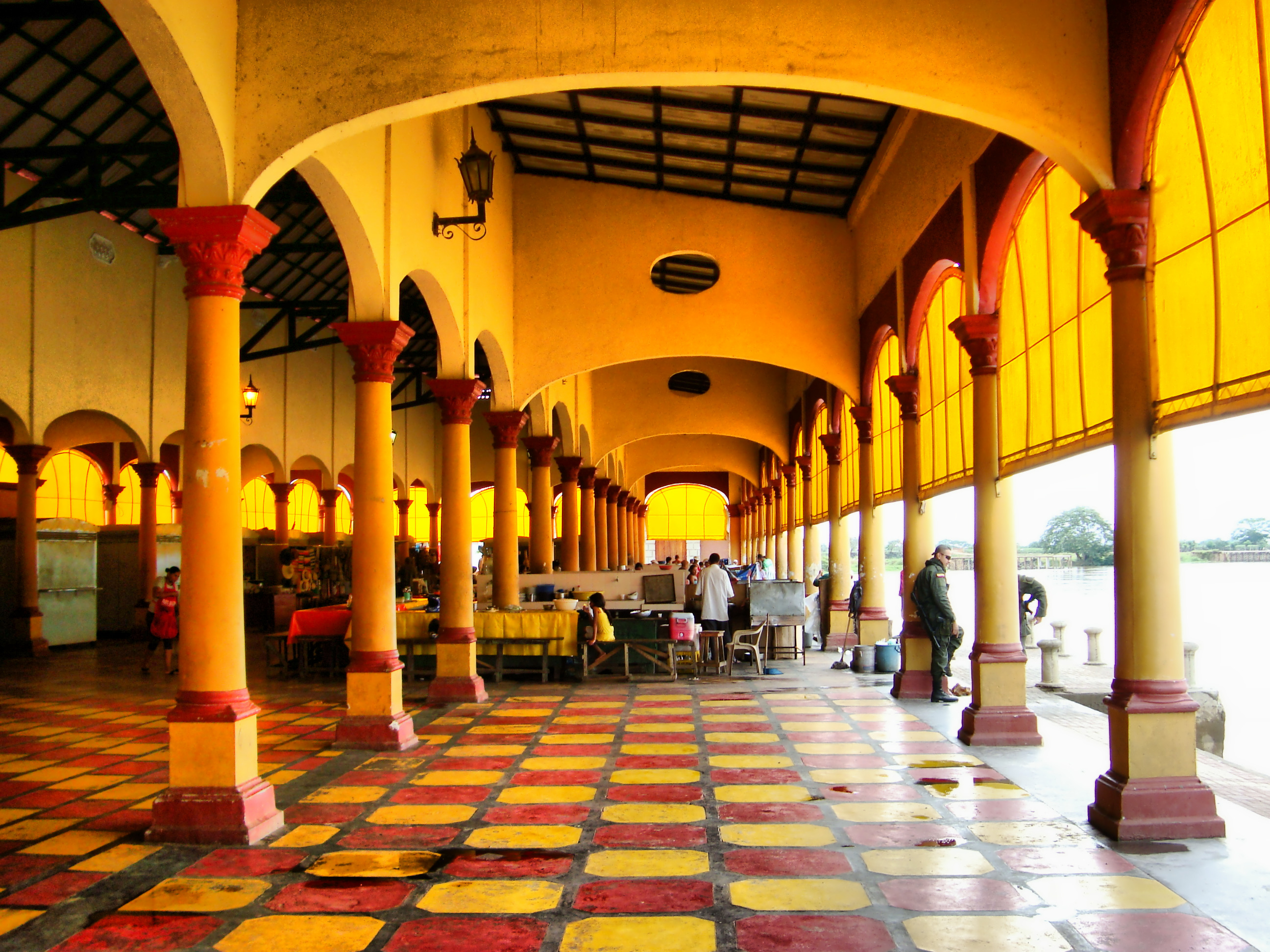
Mercado de Lorica

El Ministerio de educación mediante el decreto N.1756 del 26 de octubre de 1996 declara a la plaza de Mercado como monumento nacional y la resolución N.0796 de 16 de junio de 2000, declara el sector histórico de Lorica como poblado de interés patrimonial. Recientemente fue sometido a obras de remodelación y reforzamiento estructural. Su entorno luce espacios de gran vistosidad para peatones y comodidad para los visitantes que en su interior aprecian las artesanías y degustan las comidas típicas de la región. El mercado público está ubicado a orillas del río Sinú, y está rodeado de edificaciones de gran valía histórica y arquitectónica. Este y todo el centro histórico es objeto de promoción como desntino turístico de carácter arquitectónico, cultural y ambiental
Plaza del monumento
Malecón
Club Lorica, sede centro y campestre
Club de profesionales
Parroquia de Santa Cruz de Lorica

## Eventos y festividades
- Festival de la chicha con base de maíz.
- Festival de la piña y sus derivados.
- Festival del ñame. Se realiza en el Manantial, con todos los derivados de ese producto.
- Festival Cultural del Sinú. Busca resaltar los valores de la población y mostrar la economía, las costumbres y el acervo cultural del municipio.
- Fiestas de la Fundación. Se realizan el 3 de mayo y en esa misma fecha se celebran las fiestas de la Santa Cruz.
- Fiestas de la Inmaculada Concepción. Se realizan en diciembre.
- El festival ecológico de la tortuga Carranchina. Se trata de conservación de esta especie en peligro crítico de extinción[19]

## Símbolos

Bandera de Lorica

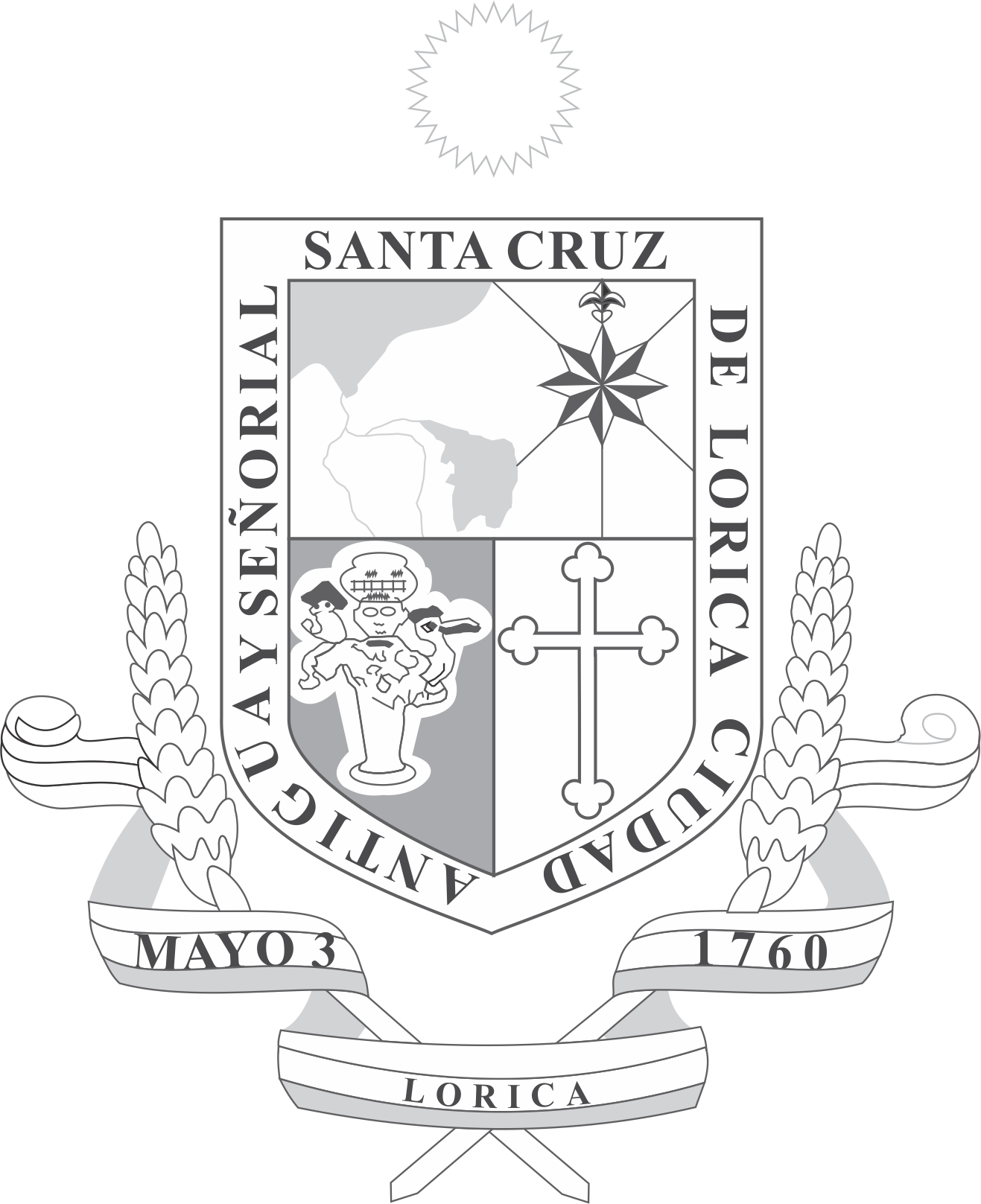
Escudo de Lorica

#### HIMNO
- Autor: Rodolfo Cecilio Puche López
- Audio: Descargar (enlace roto disponible en Internet Archive; véase el historial, la primera versión y la última).

CORO
Un himno entonemos
con actitud triunfal,
y felices cantaremos 
a la antigua y señorial,
Santa Cruz de Lorica
paraíso terrenal
donde el señor del cielo
erigiera un altar.
I
Desde el hondo crisol
de la tierra dormida
brota serena altiva
la antigua y señorial
Santa Cruz de Lorica
la amante preferida
del Sinú que te mira 
y te besa al pasar.
II
Más un futuro nuevo
te espera cual quimera,
el pueblo que te quiere 
trabaja arduo febril,
generaciones que vienen
de estirpe loriquera
te brindara¿án lo nuevo
y seguro porvenir.

## Estructura organizacional municipal
| Lorica       | Lorica      | Lorica                     |
| Departamento | Código DANE | Categoría municipal (2023) |
| ------------ | ----------- | -------------------------- |
| Córdoba      | 23417       | Sexta                      |

- Personería: Es un centro del Ministerio Público de Colombia que ejerce, vigila y hace control sobre la gestión de las alcaldías y entes descentralizados; velan por la promoción y protección de los derechos humanos; vigilan el debido proceso, la conservación del medio ambiente, el patrimonio público y la prestación eficiente de los servicios públicos, garantizando a la ciudadanía la defensa de sus derechos e intereses.

El actual Personero municipal es Vacante.
- Concejo Municipal: Es la suprema autoridad política del municipio. En materia administrativa sus atribuciones son de carácter normativo. También le corresponde vigilar y hacer control político a la administración municipal. Se regulan por los reglamentos internos de la corporación en el marco de la Constitución Política Colombiana (artículo 313) y las leyes, en especial la Ley 136 de 1994 y la Ley 1551 de 2012.

Constituido por 17 concejales por un periodo de 4 años. 
- Alcaldía Municipal: En esta se encuentra la administración municipal y las entidades descentralizadas del municipio.

El Alcalde se pronuncia mediante decretos y se desempeña como representante legal, judicial y extrajudicial del municipio. El actual Alcalde municipal es Carlos Manzur de León (2024-2027), elegido por voto popular.
- 'JAL'. Sin constitución alguna en los corregimientos del municipio.

## Servicios públicos
- Energía Eléctrica: Afinia, del grupo EPM, es la empresa prestadora del servicio de energía eléctrica.
- Gas Natural: Surtigas es la empresa distribuidora y comercializadora de gas natural en el municipio.

### Fotografías
- Mercadito viejo a orillas del río Sinu
- Interior de la alcaldía
- Edificio del antiguo Pilador Sansón y Hércules de Lorica
- Calle del Teatro Martha
- Mural (enlace roto disponible en Internet Archive; véase el historial, la primera versión y la última).

### Cráter
- Artículo relacionado con Cráter de Marte que lleva el nombre en honor a la comunidad de Loricacity   (enlace roto disponible en Internet Archive; véase el historial, la primera versión y la última).
- Cráter en Marte llamado Lorica  (enlace roto disponible en Internet Archive; véase el historial, la primera versión y la última).
- Unión Astronómica Internacional referencia del cráter Lorica

- Datos: Q775761
- Multimedia: Santa Cruz de Lorica / Q775761